# Du willst mir an die Wäsche
Du willst mir an die Wäsche (do alemão, Você me quer com as roupas intimas) é o quarto single da banda Jennifer Rostock e também primeiro single do álbum Der Film.

## Vídeo
O Vídeo de Du willst mir an die Wäsche mostra os integrantes da banda trabalhando em um cinema e depois quando o filme começa.
Nele atuam os integrantes da banda,Jennifer Weist como uma heroína, Johannes Walter Müller como Dr. Evil, Alex Voigt como lider de gangue,Christopher Deckert como uma múmia e Christoph "Baku" Kohl como Wolverine.No final do vídeo estes personagens de cinema conseguem escapar para o mundo real,sendo conhecido o seu fim 6 meses após no vídeo de Irgendwo Anders.

## Faixas[2]
| N.º            | Título                                                                 | Compositor(es)                         | Duração |  |
| 1.             | "Du willst mir an die Wäsche"                                          | Jennifer Weist, Johannes Walter Müller | 3:29    |  |
| 2.             | "Leben auf Zeit"                                                       | Jennifer Weist, Johannes Walter Müller | 3:08    |  |
| 3.             | "Schmutzig! Schmutzig!"                                                | Jennifer Weist, Johannes Walter Müller | 2:16    |  |
| 4.             | "Du willst mir an die Wäsche" (Jake the Rapper & Javier Logares Remix) |                                        | 7:29    |  |
| 5.             | "Du willst mir an die Wäsche" (Radio Version)                          |                                        | 3:12    |  |
| 6.             | "Du willst mir an die Wäsche" (Karaoke Version)                        |                                        | 3:29    |  |
| 7.             | "Du willst mir an die Wäsche" (Vídeo)                                  |                                        | 3:29    |  |
| 8.             | "Album Track-By-Track Kommentar"                                       |                                        | 7:07    |  |
| Duração total: | Duração total:                                                         | Duração total:                         | 22:53   |  |